# Lista de resoluções de 1 a 100 do Conselho de Segurança das Nações Unidas
Esta é uma lista de resoluções de 1 a 100 do Conselho de Segurança das Nações Unidas adotadas entre 25 de janeiro de 1946 e 27 de outubro de 1953.
| Resolução | Data                    | Votação (a favor, contra e abstenção) | Interesses |
| --------- | ----------------------- | --- | --- |
| 1         | 25 de janeiro de 1946   | Aprovada sem voto | Criação de uma Comissão de Estado-Maior                                                                         |
| 2         | 30 de janeiro de 1946   | 11-0-0 | Crise no Irã de 1946                                                                                            |
| 3         | 4 de abril de 1946      | 9-0-1 (presente mas não votou: Austrália; abstenção: União Soviética)                                                                                    | Crise no Irã de 1946                                                                                            |
| 4         | 29 de abril de 1946     | 10-0-1 (abstenção: União Soviética) | O impacto da ditadura da Espanha sobre a Paz e a Segurança Internacional                                        |
| 5         | 8 de maio de 1946       | 10-0-0 (abstenção: União Soviética) | Crise no Irã de 1946                                                                                            |
| 6         | 17 de maio de 1946      | 11-0-0 | Pedidos de adesão                                                                                               |
| 7         | 26 de junho de 1946     | Foi aprovada em partes e, portanto, nenhuma votação foi realizada no texto como um todo.                                                                 | O impacto da ditadura da Espanha sobre a Paz e a Segurança Internacional                                        |
| 8         | 29 de agosto de 1946    | 10-0-1 (abstenção: Austrália) | Pedidos de adesão do Afeganistão, Islândia e Suécia                                                             |
| 9         | 15 de outubro de 1946   | 11-0-0 | Jurisdição do Tribunal Internacional de Justiça                                                                 |
| 10        | 4 de novembro de 1946   | 11-0-0 | O impacto da ditadura da Espanha sobre a Paz e a Segurança Internacional                                        |
| 11        | 15 de novembro de 1946  | Aprovada sem voto | Suíça e o Tribunal Internacional de Justiça                                                                     |
| 12        | 10 de dezembro de 1946  | 11-0-0 (parágrafos 1 & 2); "voto majoritário" (parágrafo 3)                                                                                              | A questão grega                                                                                                 |
| 13        | 12 de dezembro de 1946  | 11-0-0 | Admissão de Sião (Tailândia)                                                                                    |
| 14        | 16 de dezembro de 1946  | 9-0-2 (abstenções: União Soviética, Estados Unidos) | Termos de membros eleitos e presidência rotativa do Conselho                                                    |
| 15        | 19 de dezembro de 1946  | 11-0-0 | Criação da comissão para investigar as violações de fronteira entre os gregos, albaneses, búlgaros e iugoslavos |
| 16        | 10 de janeiro de 1947   | 10-0-1 (abstenção: Austrália) | Aprovação do Estatuto do Território Livre de Trieste                                                            |
| 17        | 10 de fevereiro de 1947 | 9-0-2 (abstenções: Polônia, União Soviética) | A questão grega                                                                                                 |
| 18        | 13 de fevereiro de 1947 | 10-0-1 (abstenção: União Soviética) | Armamentos: Regulamentação e redução                                                                            |
| 19        | 27 de fevereiro de 1947 | 8-0-3 (abstenções: Polônia, Síria, União Soviética) | Os incidentes do Estreito de Corfu                                                                              |
| 20        | 10 de março de 1947     | 11-0-0 | Energia atômica: Controle Internacional                                                                         |
| 21        | 2 de abril de 1947      | 11-0-0 | Tutela de áreas estratégicas                                                                                    |
| 22        | 9 de abril de 1947      | 8-0-2 (abstenções: Polônia, União Soviética; presente mas não votou: Reino Unido)                                                                        | Os incidentes do Estreito de Corfu                                                                              |
| 23        | 18 de abril de 1947     | 9-0-2 (abstenções: Polônia, União Soviética) | A questão grega                                                                                                 |
| 24        | 30 de abril de 1947     | 10-0-1 (abstenção: Austrália) | Admissão da Hungria                                                                                             |
| 25        | 22 de maio de 1947      | 10-0-1 (abstenção: Austrália) | Admissão da Itália                                                                                              |
| 26        | 4 de junho de 1947      | 11-0-0 | Procedimento relativo ao Tribunal Internacional de Justiça                                                      |
| 27        | 1 de agosto de 1947     | Para convidar a Indonésia: 8-0-3 (abstenções: Bélgica, França, Reino Unido) Para convidar os Países Baixos: 9-0-2 (abstenções: Polônia, União Soviética) | A questão da Indonésia                                                                                          |
| 28        | 6 de agosto de 1947     | 10-0-1 (abstenção: União Soviética) | A questão grega                                                                                                 |
| 29        | 12 de agosto de 1947    | Admissão do Iêmen e Paquistão aprovada por 11-0-0 Admissão da Bulgária, Hungria, Itália e Romênia por 9-0-2 (abstenções: Polônia, União Soviética)       | Admissão do Iêmen, Paquistão, Bulgária, Hungria, Itália, e Romênia                                              |
| 30        | 25 de agosto de 1947    | 7-0-4 (abstenções: Colômbia, Polônia, União Soviética, Reino Unido)                                                                                      | A questão da Indonésia                                                                                          |
| 31        | 25 de agosto de 1947    | 8-0-3 (abstenções: Polônia, Síria, União Soviética) | A questão da Indonésia                                                                                          |
| 32        | 26 de agosto de 1947    | 10-0-1 (abstenção: Reino Unido) | A questão da Indonésia                                                                                          |
| 33        | 27 de agosto de 1947    | 10-0-1 (abstenção: Austrália) | Revisão da Assembléia Geral sobre as regras de procedimento do Conselho                                         |
| 34        | 15 de setembro de 1947  | 9-0-2 (abstenções: Polônia, União Soviética) | A questão grega                                                                                                 |
| 35        | 3 de outubro de 1947    | 9-0-2 (abstenções: Polônia, União Soviética) | A questão da Indonésia                                                                                          |
| 36        | 1 de novembro de 1947   | 7-1-3 (contra: Polônia; abstenções: Colômbia, Síria, União Soviética)                                                                                    | A questão da Indonésia                                                                                          |
| 37        | 9 de dezembro de 1947   | Aprovada sem voto | Procedimento relativo à aplicação dos novos Estados-Membros                                                     |
| 38        | 17 de janeiro de 1948   | 9-0-2 (abstenções: Ucrânia, União Soviética) | A questão entre a Índia e o Paquistão                                                                           |
| 39        | 20 de janeiro de 1948   | 9-0-2 (abstenções: Ucrânia, União Soviética) | A questão entre a Índia e o Paquistão                                                                           |
| 40        | 28 de fevereiro de 1948 | 8-0-3 (abstenções: Argentina, Ucrânia, União Soviética)                                                                                                  | A questão da Indonésia                                                                                          |
| 41        | 28 de fevereiro de 1948 | 7-0-4 (abstenções: Colômbia, Síria, Ucrânia, União Soviética)                                                                                            | A questão da Indonésia                                                                                          |
| 42        | 5 de março de 1948      | 8-0-3 (abstenções: Argentina, Síria, Reino Unido) | A questão da Palestina                                                                                          |
| 43        | 1 de abril de 1948      | 11-0-0 | A questão da Palestina                                                                                          |
| 44        | 1 de abril de 1948      | 9-0-2 (abstenções: Ucrânia, União Soviética) | A questão da Palestina                                                                                          |
| 45        | 10 de abril de 1948     | 10-0-1 (abstenção: Argentina) | Admissão de Myanmar                                                                                             |
| 46        | 17 de abril de 1948     | 9-0-2 (abstenções: Ucrânia, União Soviética) | A Questão da Palestina                                                                                          |
| 47        | 21 de abril de 1948     | Foi aprovada em partes e, portanto, nenhuma votação foi realizada no texto como um todo.                                                                 | A questão entre Índia e o Paquistão                                                                             |
| 48        | 23 de abril de 1948     | 8-0-3 (abstenções: Colômbia, Ucrânia, União Soviética)                                                                                                   | A questão da Palestina                                                                                          |
| 49        | 22 de maio de 1948      | 8-0-3 (abstenções: Síria, Ucrânia, União Soviética) | A questão da Palestina                                                                                          |
| 50        | 29 de maio de 1948      | Foi aprovada em partes e, portanto, nenhuma votação foi realizada no texto como um todo.                                                                 | A questão da Palestina                                                                                          |
| 51        | 3 de junho de 1948      | 8-0-3 (abstenções: República da China, Ucrânia, União Soviética)                                                                                         | A questão entre Índia e o Paquistão                                                                             |
| 52        | 22 de junho de 1948     | 9-0-2 (abstenções: Ucrânia, União Soviética) | Energia Atômica: Controle Internacional                                                                         |
| 53        | 7 de julho de 1948      | 8-0-3 (abstenções: Síria, Ucrânia, União Soviética) | A questão da Palestina                                                                                          |
| 54        | 15 de julho de 1948     | 7-1-3 (contra: Síria; abstenções: Argentina, Ucrânia, União Soviética)                                                                                   | A questão da Palestina                                                                                          |
| 55        | 29 de julho de 1948     | 9-0-2 (abstenções: Ucrânia, União Soviética) | A questão da Indonésia                                                                                          |
| 56        | 19 de agosto de 1948    | Foi aprovada em partes e, portanto, nenhuma votação foi realizada no texto como um todo.                                                                 | A questão da Indonésia                                                                                          |
| 57        | 18 de setembro de 1948  | 11-0-0 | A questão da Indonésia                                                                                          |
| 58        | 28 de setembro de 1948  | Aprovada sem voto | Suíça e o Tribunal Internacional de Justiça                                                                     |
| 59        | 19 de outubro de 1948   | Aprovada sem voto | A questão da Palestina                                                                                          |
| 60        | 29 de outubro de 1948   | Aprovada sem voto | A questão da Palestina                                                                                          |
| 61        | 4 de novembro de 1948   | 9-1-1 (contra: Ucrânia; abstenção: União Soviética) | A questão da Palestina                                                                                          |
| 62        | 16 de novembro de 1948  | Foi aprovada em partes e, portanto, nenhuma votação foi realizada no texto como um todo.                                                                 | A questão da Palestina                                                                                          |
| 63        | 24 de dezembro de 1948  | 7-0-4 (abstenções: Bélgica, França, Ucrânia, União Soviética)                                                                                            | A questão da Indonésia                                                                                          |
| 64        | 28 de dezembro de 1948  | 8-0-3 (abstenções: Bélgica, França, Reino Unido) | A questão da Indonésia                                                                                          |
| 65        | 28 de dezembro de 1948  | 9-0-2 (abstenções: Ucrânia, União Soviética) | A questão da Indonésia                                                                                          |
| 66        | 29 de dezembro de 1948  | 8-0-3 (abstenções: Ucrânia, União Soviética, Estados Unidos)                                                                                             | A questão da Palestina                                                                                          |
| 67        | 28 de janeiro de 1949   | Foi aprovada em partes e, portanto, nenhuma votação foi realizada no texto como um todo.                                                                 | A questão da Indonésia                                                                                          |
| 68        | 10 de fevereiro de 1949 | 9-0-2 (abstenções: Ucrânia, União Soviética) | Armamentos: regulamentação e redução                                                                            |
| 69        | 4 de março de 1949      | 9-1-1 (contra: Egito; abstenção: Reino Unido) | Admissão de Israel                                                                                              |
| 70        | 7 de março de 1949      | 8-0-3 (abstenções: Egito, Ucrânia, União Soviética) | Tutela de áreas estratégicas                                                                                    |
| 71        | 27 de julho de 1949     | 9-0-2 (abstenções: Ucrânia, União Soviética) | Liechtenstein e o Tribunal Internacional de Justiça                                                             |
| 72        | 11 de agosto de 1949    | Aprovada sem voto | A questão da Palestina                                                                                          |
| 73        | 11 de agosto de 1949    | 9-0-2 (abstenções: Ucrânia, União Soviética) | A questão da Palestina                                                                                          |
| 74        | 16 de setembro de 1949  | 9-0-2 (abstenções: Ucrânia, União Soviética) | Energia atômica: controle internacional                                                                         |
| 75        | 27 de setembro de 1949  | 7-1-3 (contra: Ucrânia; abstenções: Cuba, Egito, União Soviética)                                                                                        | Despesas de viagem e ajudas de custo dos representantes suplentes em certas comissões do Conselho de Segurança  |
| 76        | 5 de outubro de 1949    | 9-1-1 (contra: Ucrânia; abstenção: União Soviética) | Custos futuros dos observadores militares das Nações Unidas na Indonésia                                        |
| 77        | 11 de outubro de 1949   | 9-0-2 (abstenções: Ucrânia, União Soviética) | Armamentos: regulamentação e redução                                                                            |
| 78        | 18 de outubro de 1949   | 9-0-2 (abstenções: Ucrânia, União Soviética) | Armamentos: regulamentação e redução                                                                            |
| 79        | 17 de janeiro de 1950   | 9-0-0 (presente mas não votou: Iugoslávia; abstenção: União Soviética)                                                                                   | Armamentos: regulamentação e redução                                                                            |
| 80        | 14 de março de 1950     | 8-0-2 (presente mas não votou: União Soviética; abstenções: Índia, Iugoslávia)                                                                           | A questão entre a Índia e o Paquistão                                                                           |
| 81        | 24 de maio de 1950      | 10-0-0 (presente mas não votou: União Soviética) | Resolução 268 da Assembleia Geral das Nações Unidas                                                             |
| 82        | 25 de junho de 1950     | 9-0-1 (presente mas não votou: União Soviética; abstenção: Iugoslávia)                                                                                   | Denúncia de agressão sobre a República da Coreia                                                                |
| 83        | 27 de junho de 1950     | 7-1-0 (contra: Iugoslávia; presentes mas não votaram: Egito e Índia, abstenção: União Soviética)                                                         | Denúncia de agressão sobre a República da Coreia                                                                |
| 84        | 7 de julho de 1950      | 7-0-3 (presente mas não votou: União Soviética; abstenções: Egito, Índia, Iugoslávia)                                                                    | Denúncia de agressão sobre a República da Coreia                                                                |
| 85        | 31 de julho de 1950     | 9-0-1 (presente mas não votou: União Soviética; abstenção: Iugoslávia)                                                                                   | Denúncia de agressão sobre a República da Coreia                                                                |
| 86        | 26 de setembro de 1950  | 10-0-1 (abstenção: República da China) | Admissão da Indonésia                                                                                           |
| 87        | 29 de setembro de 1950  | 7-3-1 (against: República da China, Estados Unidos, Cuba; abstention: Egito)                                                                             | Convite a representantes da República Popular da China e Taiwan sobre a invasão armada de Taiwan                |
| 88        | 8 de novembro de 1950   | 8-2-1 (contra: República da China, Cuba; abstenção: Egito)                                                                                               | Denúncia de agressão sobre a República da Coreia                                                                |
| 89        | 17 de novembro de 1950  | 9-0-2 (abstenções: Egito, União Soviética) | A questão da Palestina                                                                                          |
| 90        | 31 de janeiro de 1951   | 11-0-0 | Denúncia de agressão sobre a República da Coreia                                                                |
| 91        | 30 de março de 1951     | 8-0-3 (abstenções: Índia, União Soviética, Iugoslávia)                                                                                                   | A questão entre a Índia e o Paquistão                                                                           |
| 92        | 8 de maio de 1951       | 10-0-1 (abstenção: União Soviética) | A questão da Palestina                                                                                          |
| 93        | 18 de maio de 1951      | 10-0-1 (abstenção: União Soviética) | A questão da Palestina                                                                                          |
| 94        | 29 de maio de 1951      | 11-0-0 | Tribunal Internacional de Justiça                                                                               |
| 95        | 1 de setembro de 1951   | 8-0-3 (abstenções: República da China, Índia, União Soviética)                                                                                           | A questão da Palestina                                                                                          |
| 96        | 10 de novembro de 1951  | 9-0-2 (abstenções: Índia, União Soviética) | A questão entre Índia e o Paquistão                                                                             |
| 97        | 30 de janeiro de 1952   | Não há detalhes da votação. | Armamentos: regulamentação e redução                                                                            |
| 98        | 23 de dezembro de 1952  | 9-0-1 (abstenção: União Soviética; presente mas não votou: Paquistão)                                                                                    | A questão entre a Índia e o Paquistão                                                                           |
| 99        | 12 de agosto de 1953    | Aprovada sem voto | Tribunal Internacional de Justiça                                                                               |
| 100       | 27 de outubro de 1953   | 11-0-0 | A questão da Palestina                                                                                          |